# Axelle Red
Axelle Red, pseudonimo di Fabienne Demal (Hasselt, 15 febbraio 1968), è una cantautrice belga.

## Discografia
Album studio
- 1993 : Sans plus attendre
- 1996 : À tâtons
- 1998 : Con solo pensarlo (versione spagnola di À tâtons)
- 1999 : Toujours moi
- 2002 : Face A / Face B
- 2006 : Jardin secret
- 2008 : Sisters & Empathy
- 2011 : Un cœur comme le mien
- 2013 : Rouge ardent

Album live
- 2000 : Alive (in concert)

Raccolte
- 2004 - French Soul

## Premi
- Victoires de la musique
  - Artista femminile dell'anno 1999
  - Canzone originale dell'anno 2003 (Manhattan-Kaboul con Renaud)
- NRJ Music Awards
  - Canzone francese dell'anno 2003 ('Manhattan-Kaboul con Renaud)
  - Duo francese dell'anno 2003 (con Renaud)